# Bordj Sabat
Bordj Sabat è un comune dell'Algeria, situato nella provincia di Guelma.